# Susanne Moberg
Susanne Moberg, nascida em Spjutstorp, em 1986, é uma futebolista sueca, que atua como avançada. 

Atualmente (2013), joga pelo  Kristianstads DFF . 

## Clubes
- Onslunda IF